# Козакове
Козако́ве (у минулому — хутір Козака) — село в Україні, у Новоборисівській сільській громаді Роздільнянського району Одеської області. Населення становить 232 осіб.
До 17 липня 2020 року було підпорядковане Великомихайлівському району, який був ліквідований.

## Історія
Вперше на картах Російської імперії хутір Козакова з'являється в 70 рр 19 столітті.
Хутір виник на землях поміщика Брашевана і його синів.
Всі православні були прихожанами Брашувановской Покровської церкви (1807 році побудованої).
Юридичні возаімоотношенія з поміщиком будувалися на оплату десятини від врожаю. Земля перебувала в оренді.
1865 році поряд з хутором проходить залізниця, таким чином роблячи використання земель навколо більш економічно вигідним і привертає німецьких колоністів, що надалі призводить до виникнення німецьких хуторів Байтельсбахера, Паідельшпак і Сутера
С 1923 року після організації Одеської губернії Козакова в ходить до складу Подколінскої сільрадм Цебриківського району.
З 1924 по 1928 в Козакова були переселени жителі Київської та Волинської губерній в складі 51 сімей 222 чоловік
Станом на 1 вересня 1946 року село входило до складу Підколінської сільської Ради.

## Населення
Згідно з переписом 1989 року населення села становило 263 особи, з яких 125 чоловіків та 138 жінок.
За переписом населення 2001 року в селі мешкали 232 особи.

### Мова
Розподіл населення за рідною мовою за даними перепису 2001 року:
| Мова       | Чисельність | Відсоток |
| ---------- | ----------- | -------- |
| українська | 202         | 87,07%   |
| румунська  | 26          | 11,21%   |
| російська  | 4           | 1,72%    |
| Усього     | 232         | 100%     |

## Посилення
- Сайт Краевед [Архівовано 17 Січня 2021 у Wayback Machine.]
- Казаково на сайте Верховной рады Украины[недоступне посилання з квітня 2019] (укр.)